# Junonia weidenhammeri
Junonia weidenhammeri är en fjärilsart som beskrevs av Polacek 1926. Junonia weidenhammeri ingår i släktet Junonia och familjen praktfjärilar. Inga underarter finns listade i Catalogue of Life.